# Fédération des Îles Cook de football
La Fédération des Îles Cook de football (Cook Islands Football Association (en) CIFA) est une association regroupant les clubs de football des Îles Cook et organisant les compétitions nationales et les matchs internationaux de la sélection des Îles Cook.

## Historique
La fédération nationale des îles Cook est fondée en 1971. Elle est affiliée à la FIFA depuis 1994 et est membre de l'OFC depuis 1994 également.